# Джерминьяга
Джерминьяга (итал. Germignaga) — коммуна в Италии, располагается в провинции Варесе области Ломбардия.
Население составляет 3595 человек (на 2001 г.), плотность населения составляет 599 чел./км². Занимает площадь 6 км². Почтовый индекс — 21010. Телефонный код — 0332.

## Родившиеся в Джерминьяге
- Пьер Пизони (1928—1921) — итальянский историк и архивариус.